# Galtispuoda
Galtispuoda (pitesamiska: Gállesbuavvda) är ett lågfjäll och naturreservat vars höjd är 800 meter över havet. Fjället ligger i Arjeplogs kommun vid sjön Hornavan, cirka tio kilometer norr om Arjeplog. Stora delar av fjället är naturreservat men det finns även en skidanläggning, Galtis, med 7100 meter pist och en största fallhöjd på 275 meter.
Barrskog ända till trädgränsen gör naturen ovanlig. Den milsvida utsikten i alla riktningar och tillgängligheten med bilväg ända till toppen gör Galtispuoda till populärt utflyktsmål. Hornavans rullstensåsöar syns tydligt, liksom biltestbanornas mönster på den istäckta sjön vintertid.